# Оленюх Яніна Степанівна
Яніна Степанівна Оленюх (нар. 16 січня 1942, село Лучка, тепер Тернопільського району Тернопільської області) — українська радянська діячка, зоотехнік колгоспу. Депутат Верховної Ради УРСР 9—11-го скликань. Заступник голови Верховної Ради УРСР у 1988—1990 р.

## Біографія
Народилася в селянській родині. З 1960 року — доярка колгоспу імені Лесі Українки Тернопільського району Тернопільської області.
У 1964—1965 роках — зоотехнік колгоспу «Прогрес» Теребовлянського району Тернопільської області. У 1965—1974 роках — зоотехнік, головний зоотехнік колгоспу імені Лесі Українки Тернопільського району.
У 1971 році закінчила Львівський зооветеринарний інститут.
З 1974 року — зоотехнік, завідувачка ферми колгоспу «Заповіт Леніна» Тернопільського району Тернопільської області.
З 1997 року — на пенсії в селі Лучка Тернопільського району.

## Нагороди
- ордени
- медалі
- заслужений зоотехнік Української РСР